# ورزشگاه دو لابه-دشان
ورزشگاه دو لابه-دشان خانه باشگاه فوتبال باشگاه فوتبال اوسر در اوسر فرانسه است. ظرفیت آن ۲۴٫۴۹۳ نفر است. در سال ۱۹۹۴ بازسازی شد، پس از ابه دشان، که این باشگاه را در سال ۱۹۱۸ تأسیس کرد، به ورزشگاه دو لابه-دشان تغییر نام داد.

## رویدادها

### مسابقات فوتبال
| مسابقات بین‌المللی فوتبال | مسابقات بین‌المللی فوتبال            | مسابقات بین‌المللی فوتبال | مسابقات بین‌المللی فوتبال | مسابقات بین‌المللی فوتبال | مسابقات بین‌المللی فوتبال |
| تاریخ                    | رقابت                               | میزبان                   | میهمان                   | نتیجه نهایی              | حضار                     |
| ------------------------ | ----------------------------------- | ------------------------ | ------------------------ | ------------------------ | ------------------------ |
| ۶ سپتامبر ۱۹۹۵           | مرحله مقدماتی جام ملت‌های اروپا ۱۹۹۶ | فرانسه                   | آذربایجان                | ۰–۱۰                     |                          |
| ۶ ژوئن ۲۰۰۷              | مرحله مقدماتی جام ملت‌های اروپا ۲۰۰۸ | فرانسه                   | گرجستان                  | ۰–۱                      |                          |
| ۲۳ ژوئیه ۲۰۱۶            | دوستانه                             | فرانسه                   | کانادا                   | ۰–۱                      | ۱۷٫۵۸۹                   |

## نگارخانه

نقشه ورزشگاه
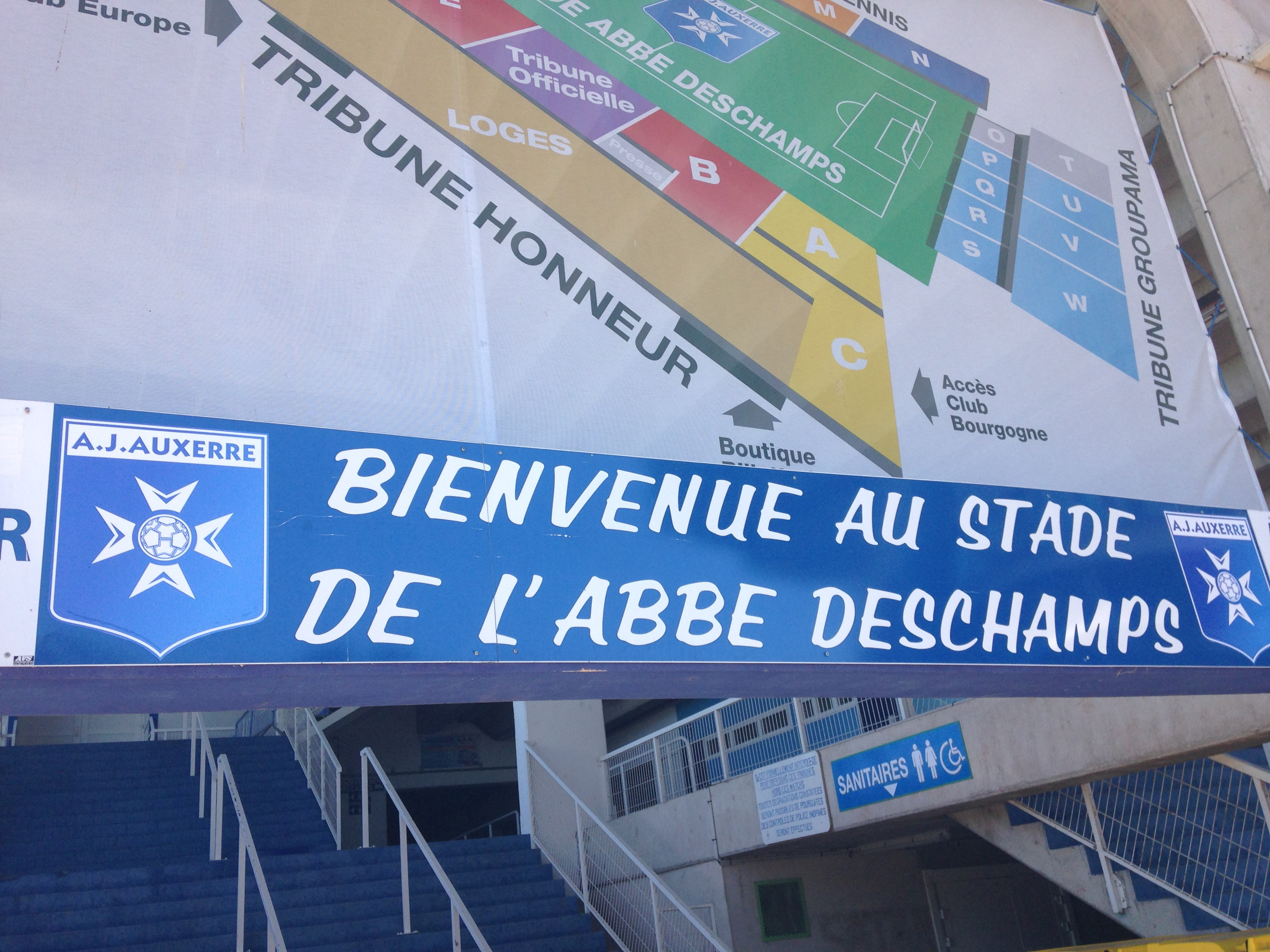
ورودی ورزشگاه
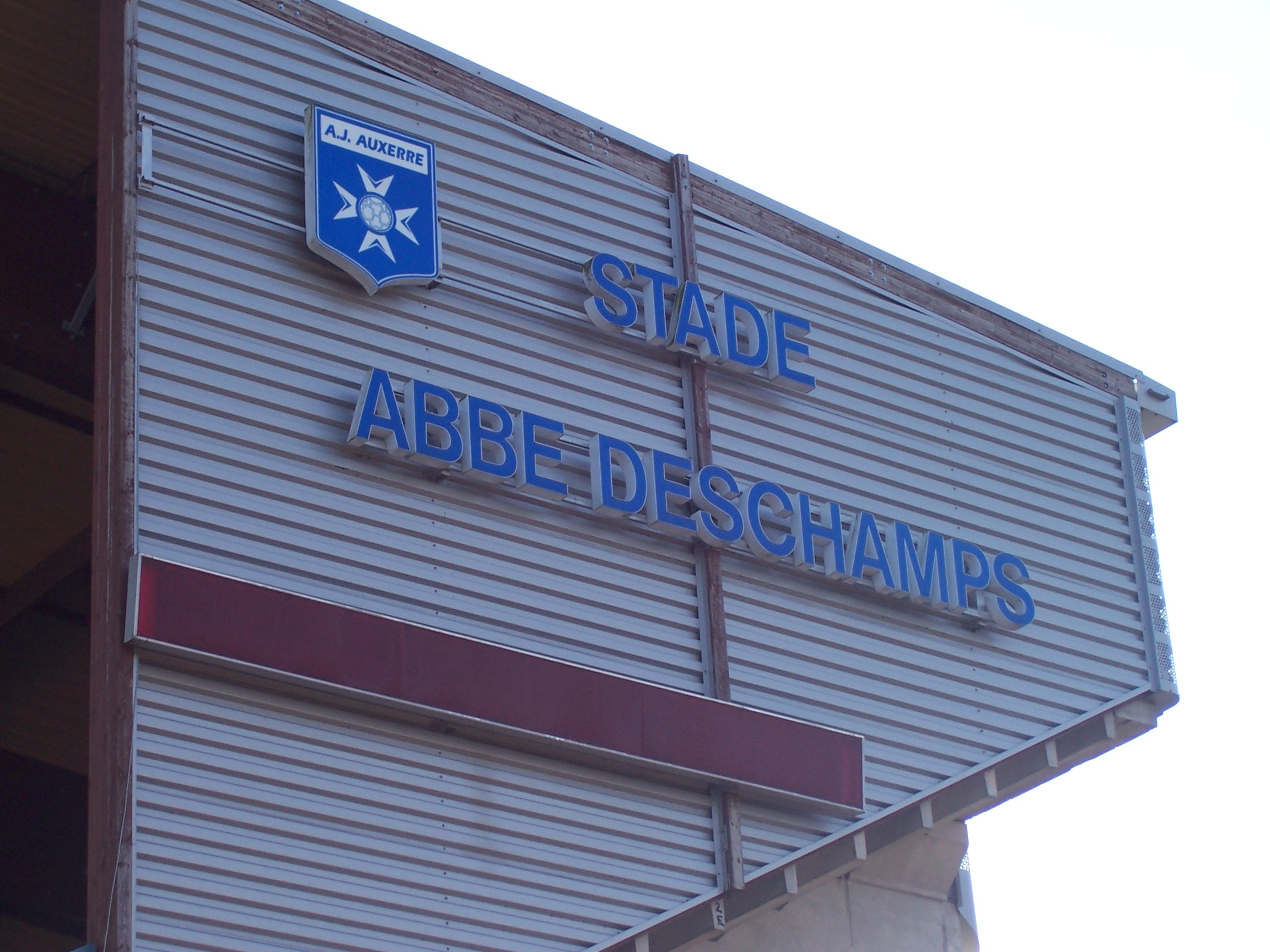
ورودی ورزشگاه
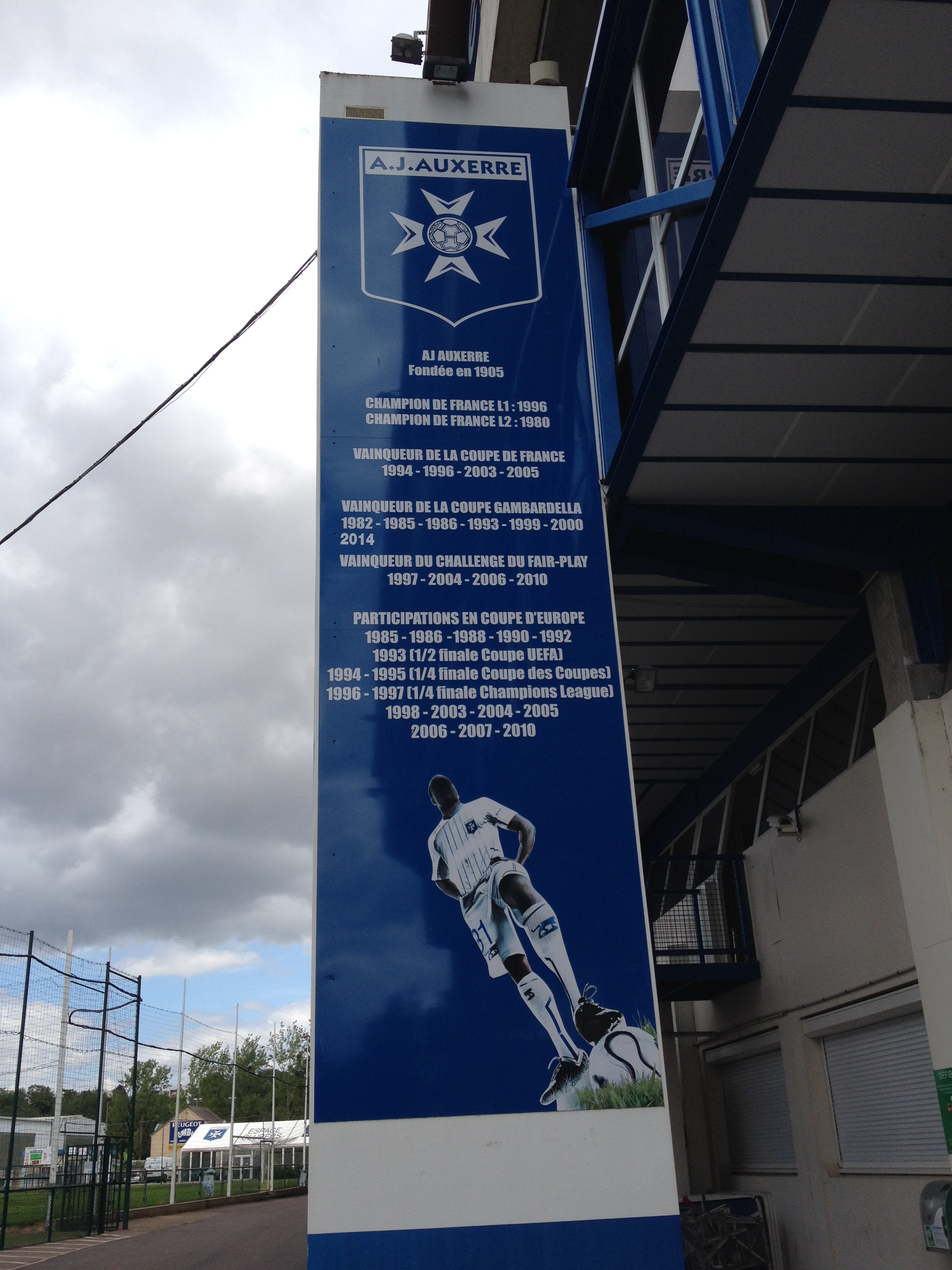
نمای بیرونی ورزشگاه
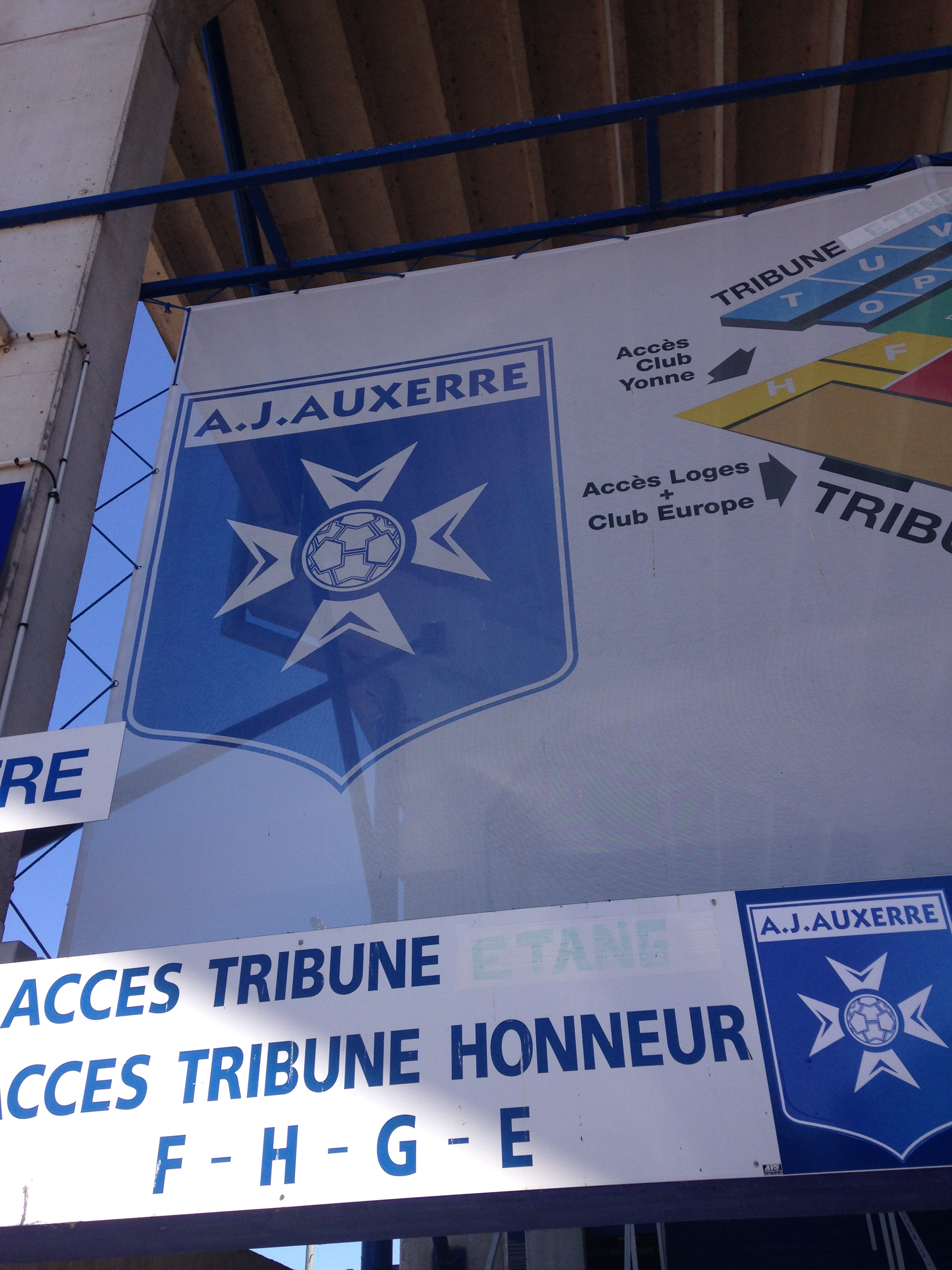
نمای بیرونی ورزشگاه
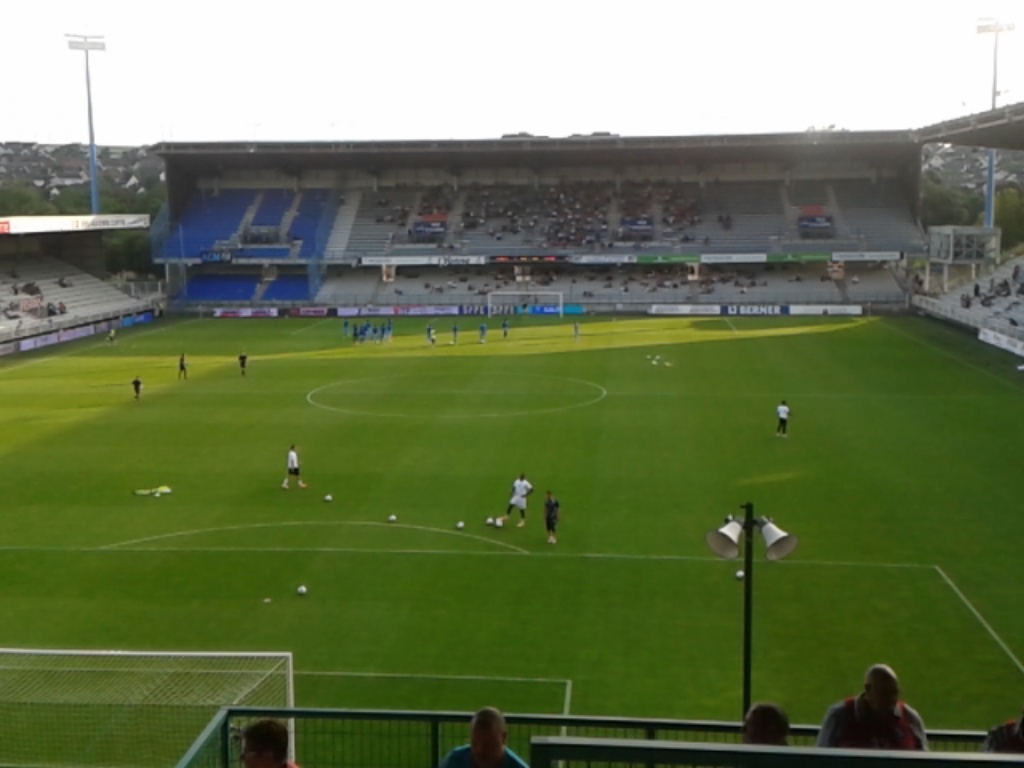
نمای ورزشگاه از محل گزارش
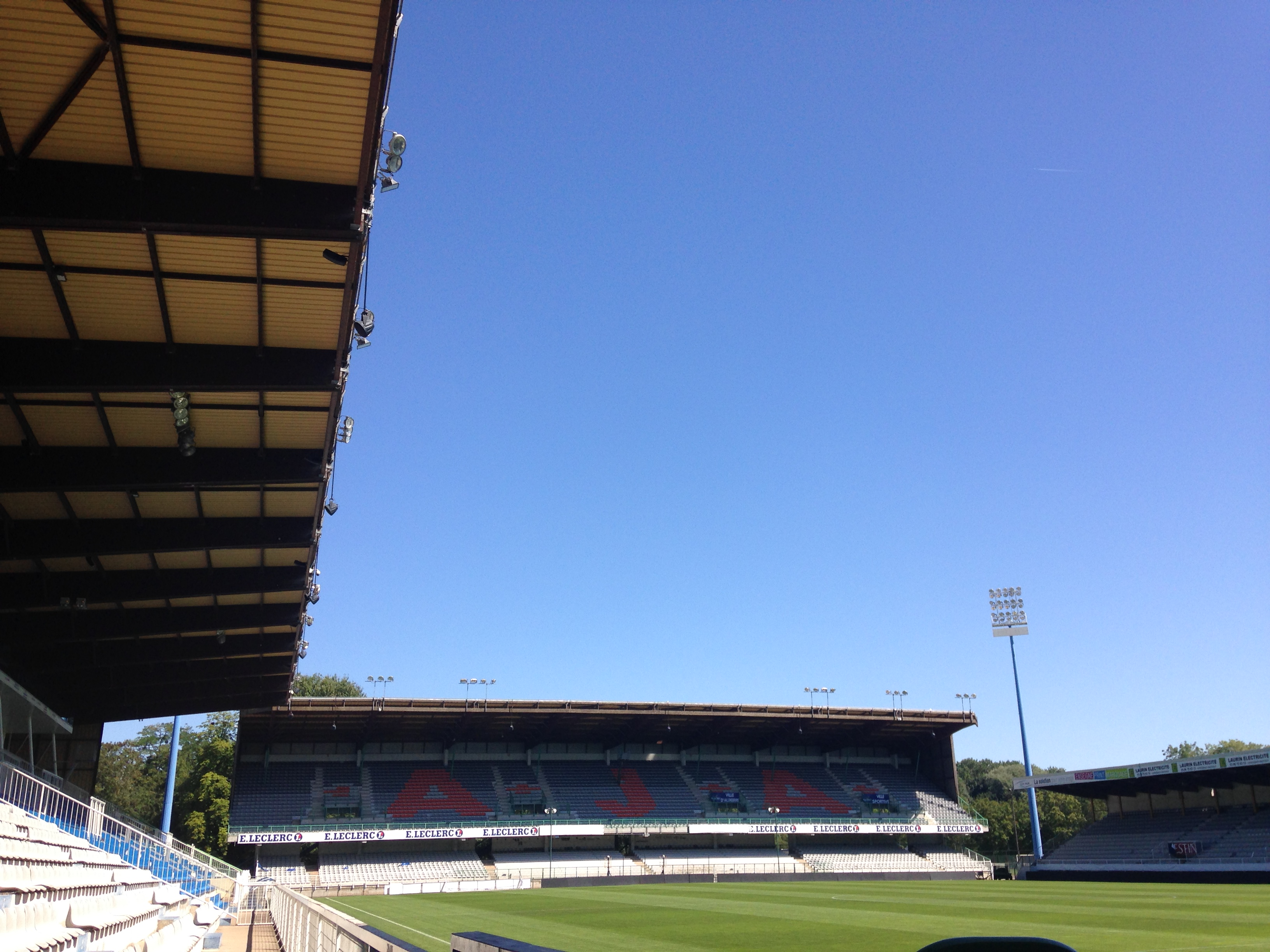
نمایی از محل گزارش از ورودی بازیکنان
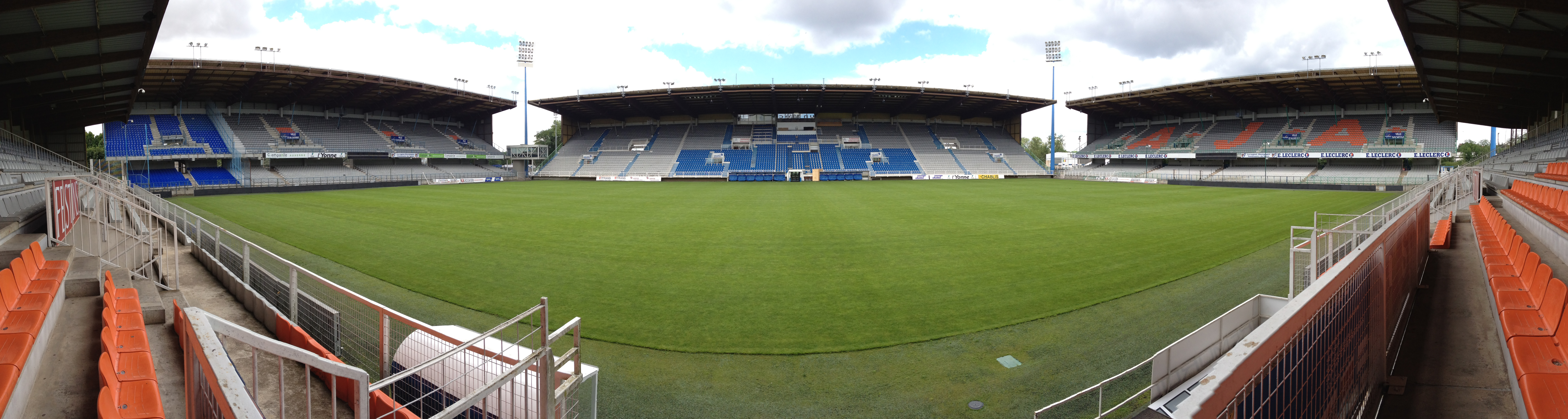
چشم انداز ورزشگاه
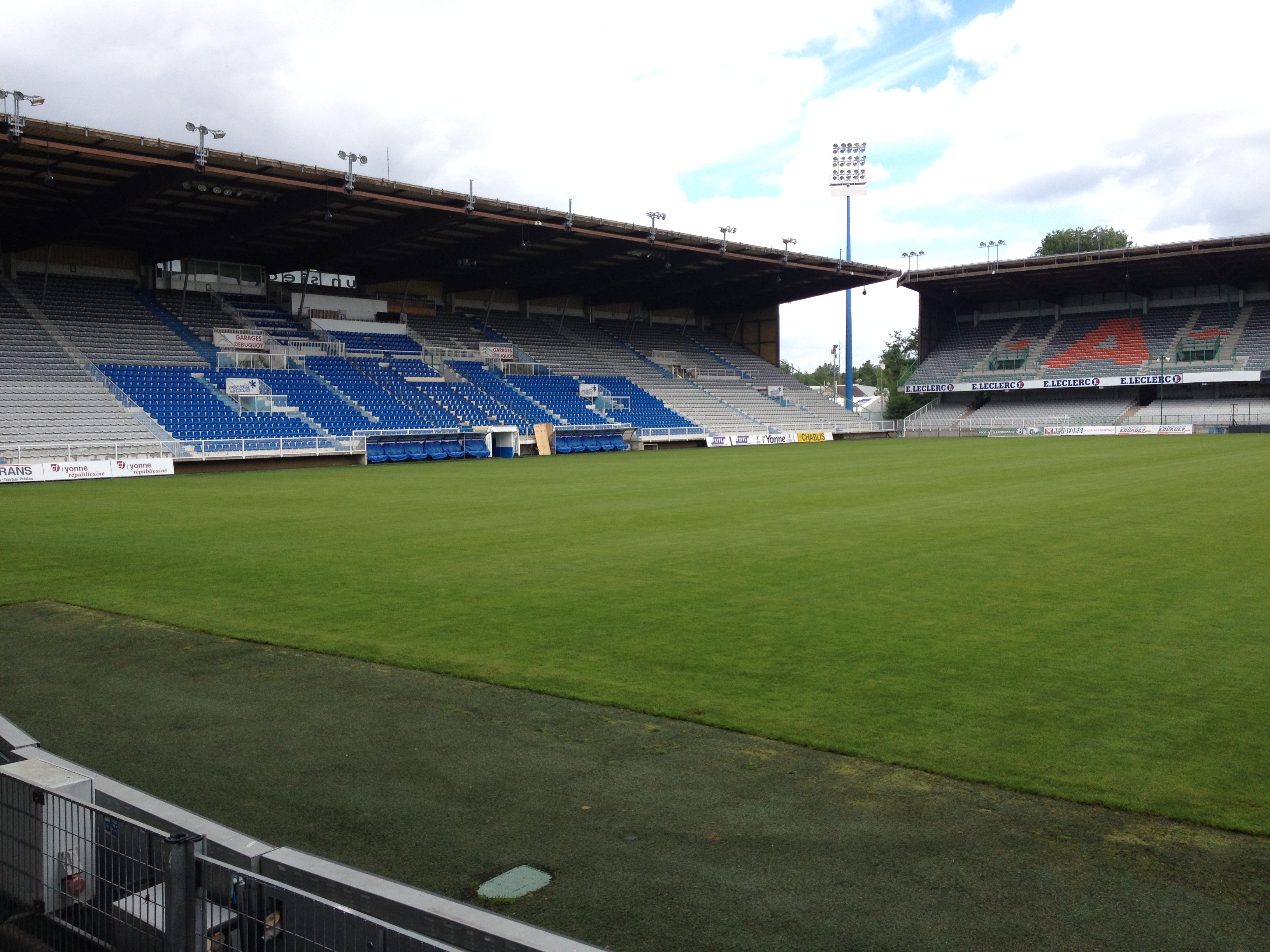
نمایی از داخل
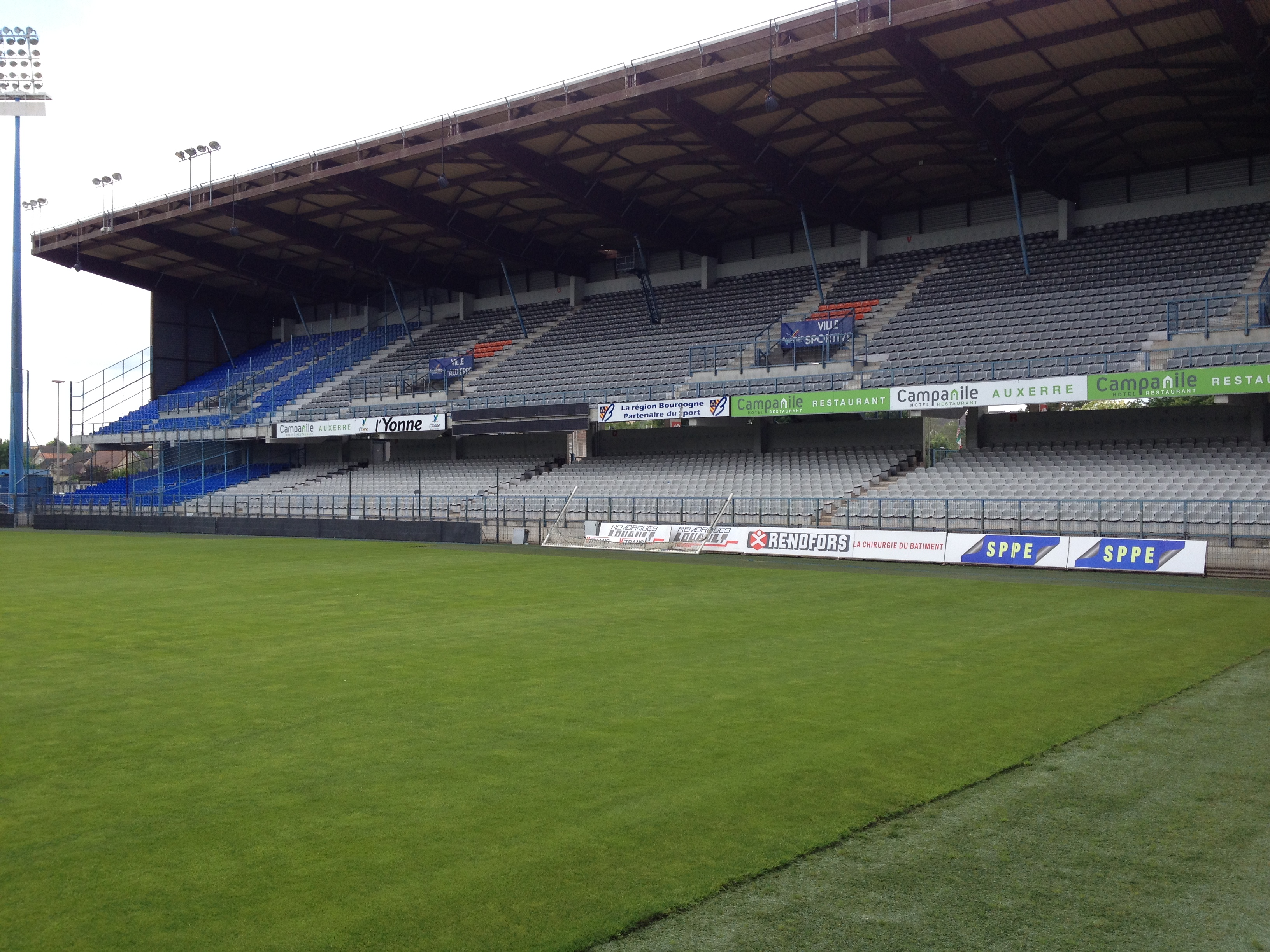
نمای جایگاه تماشاگران
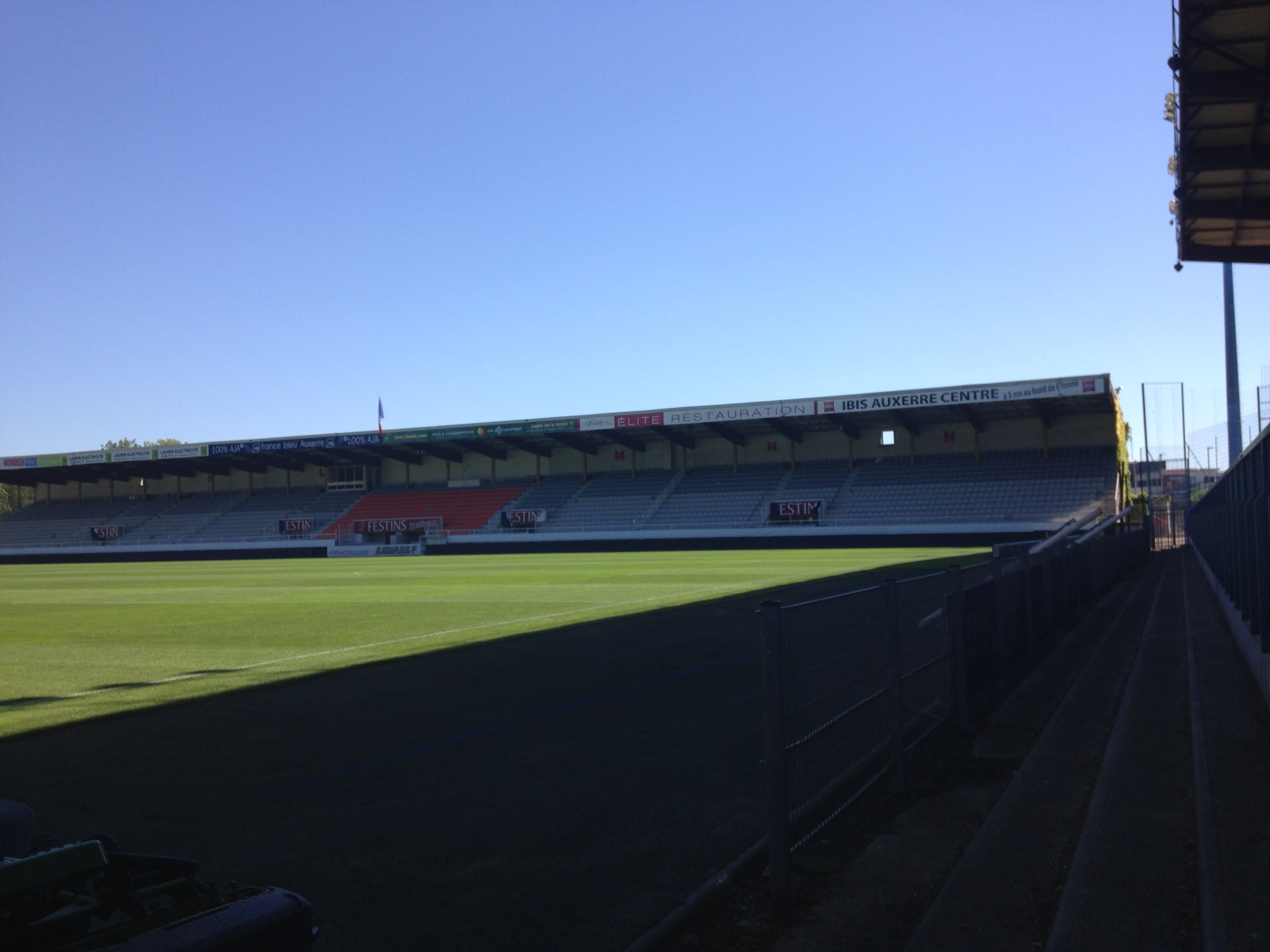
نمایی دیگر از ورزشگاه